# Kappersberg
Kappersberg ist ein Gemeindeteil des Marktes Markt Erlbach im Landkreis Neustadt an der Aisch-Bad Windsheim (Mittelfranken, Bayern). Kappersberg liegt in der Gemarkung Kotzenaurach.

## Geografie
Das Dorf liegt 2,5 km nördlich von Markt Erlbach. 0,25 km südlich befindet sich der Bach Schlegelgründel, 0,25 km nördlich das Zedergründlein, 0,5 km östlich liegt das Lebkuchner Holz. Gemeindeverbindungsstraßen führen nach Oberulsenbach zur Staatsstraße 2255 (1,4 km südwestlich), nach Kotzenaurach (1,2 km nördlich) und zur Staatsstraße 2244 (2,2 km östlich).

## Geschichte
Der Ort wurde 1299 als „Capsberch“ erstmals urkundlich erwähnt.
Gegen Ende des 18. Jahrhunderts gab es in Kappersberg 7 Anwesen. Das Hochgericht übte das brandenburg-bayreuthische Stadtvogteiamt Markt Erlbach aus. Die Dorf- und Gemeindeherrschaft hatte die Herrschaft Wilhermsdorf. Grundherren waren die Herrschaft Wilhermsdorf (4 Güter, 2 Halbgüter) und die Pfarrei Linden (1 Gut).
Von 1797 bis 1810 unterstand der Ort dem Justizamt Markt Erlbach und Kammeramt Neuhof. Im Rahmen des Gemeindeedikts wurde Kappersberg dem 1811 gebildeten Steuerdistrikt Buchklingen und der 1813 gebildeten Ruralgemeinde Buchklingen zugeordnet. 1815 entstand die Ruralgemeinde Kappersberg, zu der Knochenhof und Ziegelhütte gehörten. Sie war in Verwaltung und Gerichtsbarkeit dem Landgericht Markt Erlbach zugeordnet und in der Finanzverwaltung dem Rentamt Ipsheim. Die freiwillige Gerichtsbarkeit und die Polizei hatte jedoch das Patrimonialgericht Wilhermsdorf bis 1839 inne. Am 9. November 1824 wurde die Gemeinde Kappersberg in die neu gegründete Gemeinde Kotzenaurach integriert.
Bei der Landwirtschafts- und Gewerbeschau im Oktober 1928 erhielt der Ackerbauverein Kappersberg und Umgebung für die beste Gesamtleistung die Goldene Medaille des Staatsministeriums für Landwirtschaft und Arbeit.
Am 1. Juni 1968 wurde Kappersberg nach Markt Erlbach eingemeindet.

### Baudenkmal
- Steinkreuz[12]

### Einwohnerentwicklung
| Jahr      | 001818 | 001840 | 001861 | 001871 | 001885 | 001900 | 001925 | 001950 | 001961 | 001970 | 001987 | 002017 | 002023 |
| Einwohner | 48     | 39     | 52     | 35     | 40     | 29     | 41     | 65     | 37     | 41     | 38     | *40    | *48    |
| Häuser    | 7      | 8      |        |        | 8      | 7      | 7      | 8      | 8      |        | 10     |        |        |
| Quelle    | [ 14 ] | [ 15 ] | [ 16 ] | [ 17 ] | [ 18 ] | [ 19 ] | [ 20 ] | [ 21 ] | [ 22 ] | [ 23 ] | [ 24 ] |        | [ 1 ]  |

## Religion
Der Ort ist seit der Reformation evangelisch-lutherisch geprägt und bis heute nach St. Kilian (Markt Erlbach) gepfarrt. Die Katholiken gehören zur Kirchengemeinde Maria Namen (Markt Erlbach), die ursprünglich eine Filiale von St. Michael (Wilhermsdorf) war und seit 2019 eine Filiale von St. Johannis Enthauptung (Neustadt an der Aisch) ist.